# Sibilancia
La sibilancia es un ruido inspiratorio o espiratorio agudo que aparece en el árbol bronquial como consecuencia de una estenosis.

## Etiología
Las causas pueden ser múltiples: asma, insuficiencia cardíaca congestiva por la presencia de edema peribronquial, algunas neumonitis por hipersensibilidad, neumonitis eosinofílicas, (entre las que hay que destacar el Síndrome de Churg-Strauss) poliarteritis nodosa, tumores extrapulmonares que compriman el árbol bronquial o cualquier otro proceso que cause estenosis de las vías respiratorias pequeñas.

## Clínica
Es un signo clínico que manifiesta el estrechamiento de las vías respiratorias pequeñas. El cuadro clínico dependerá de la causa subyacente. Hay enfermedades en las que es compatible la presencia de sibilancias con otros ruidos respiratorios, como en la insuficiencia ventricular izquierda, donde, además de sibilancias, destaca la presencia de estertores en las bases pulmonares.